# دون كارلوس ابن إسبانيا
دون كارلوس. ابن إسبانيا (بالألمانية: Don Karlos, Infant von Spanien) منذ 1805 تغير الاسم إلى دون كارلوس. قصيدة مسرحية. مسرحية تراجيدية تاريخية من تأليف الكاتب المسرحي الألماني فريدرش شيلر (1759-1805)، كتبها من 1783 حتى 1787 وتم عرضها للمرة الأولى في هامبورغ في عام 1787. الشخصية التي تظهر اسمها في عنوان المسرحية هو الدون كارلوس من إسبانيا تدور أحداث المسرحية في القرن السادس عشر في عهد حكم الملك فيليب الثاني على إسبانيا.
تدور المسرحية حول ثلاثة مواضيع: ابتداءً بالصداقة بين ماركيز بوزا ودون كارلوس، ثم الحب اليائس الذي يكنه الأمير لزوجة ابيه إليزابيث، وأخيراً الصراع بين الملك فيليب الثاني وابنه دون كارلوس.

## وصلات خارجية
| - دون كارلوس ابن إسبانيا، على كومنز. - دون كارلوس ابن إسبانيا، على كتب جوجل. - دون كارلوس ابن إسبانيا، على الفهرس العالمي. - دون كارلوس ابن إسبانيا، على مكتبة جامعة ميشيغان. | - دون كارلوس ابن إسبانيا، على أرشيف الإنترنت. - دون كارلوس ابن إسبانيا، على موقع أمازون. - دون كارلوس ابن إسبانيا، على مكتبة جامعة هارفارد. - دون كارلوس ابن إسبانيا، على جود ريدز. |  |